# Chamaesphecia thracica
Chamaesphecia thracica is een vlinder uit de familie wespvlinders (Sesiidae), onderfamilie Sesiinae.
De wetenschappelijke naam van de soort is voor het eerst geldig gepubliceerd door Laštuvka in 1983. De soort komt voor in het Palearctisch gebied.